# 赤菱のイレブン
『赤菱のイレブン』（あかひしのイレブン）は、Jリーグ・浦和レッドダイヤモンズを題材とした日本の（主に4コマ漫画）ギャグ漫画。作者は古沢優。「レッドダイヤモンズ」の愛称を表すと共に、地元埼玉が舞台の『赤き血のイレブン』をもじった題名である。

## 略歴
- 1995年、『月刊REDWIN』において連載開始。
- 1999年、浦和レッズがJ2降格したことに伴い、『REDWIN』は休刊、「赤菱のイレブン」も連載終了となる。
- 2000年、浦和レッズについて議論するページの中で連載再開。
- 2002年、テレビ埼玉「REDS TV GGR」の1コーナーとして放送される。また、オープニングアニメも担当する。
- 2005年、さいたまレイナスの浦和レッズレディース編入に伴い、レッズレディースネタも登場する。
- 2006年、「ケータイ版レッズプレス!!」で試合ごとに1コマであらわす赤菱1コマを連載。2007年には同サイトから動画版赤菱FLASHもスタートする。
- 2007年3月、世界130カ国に放送された「THE KING OF CLUBS」中の浦和レッズ紹介時にもイラストが採用されていた。

## 内容
- 浦和レッズサポーターである作者が、チーム・選手を見て感じたことを叱咤激励の意味を込めて強烈に皮肉った作品が多い。そのため、まれにシャレになっていない作品。
- 基本的にレギュラークラスの選手が多く描かれているが、まれに試合出場に恵まれていないにもかかわらず、この作品によく描かれている選手もいる。
- 4コマ漫画に関しては、オチの対象が浦和の選手でほぼ占められているので他チームのサポーターでもある程度読める内容である。が、2008年2月に発売された「赤菱のイレブン・オフィシャルイヤーブック2007」では皮肉の対象が他チームの選手・関係者、果てはアウェイのイベントで登場した大黒摩季まで及んでおり、他チームのサポーターには読みづらいものになってしまっている。
- 選手の中にもチェックしている者がいて、作者に注文をつける者もいる。
- 公式コメントの中にも『赤菱のイレブン』を意識した発言をする者もいる（酒井友之が移籍した際、平川忠亮が、「友ちゃんがいなくなったら誰に癒しを求めればいいのかわからない。」など）。
- 近年は、エルゴラッソとのコラボレーション作品も描かれていて、FC東京　川崎フロンターレ　横浜F・マリノスが登場している。

### 主な選手設定
女性に人気のある選手
連載初期は岩瀬健、2002年ごろから長谷部誠、2005年ころから細貝萌や加藤順大あたり。永井雄一郎はそういう扱いではない。
よくネタにされる若手選手
初期は杉山弘一と堀孝史が「赤菱レギュラー」と言われるほどよくいじられていた。その後、1997年ごろから三本菅崇と田畑昭宏、2004年ごろから横山拓也が対象になった。なお、レッズレディースでよくいじられるのは山郷のぞみと法師人美佳。

### 主な作品例
試合描写
直後の試合について作者が感じたことをネタにしたもの。大抵は負けたり試合終了直前に追いつかれたりした試合についてのものがほとんど。
ゴールシーン描写
試合中、印象に残ったゴールシーンをネタにしたもの。2006年、広島戦での三都主アレサンドロから山田暢久のゴールのようなシーンも描かれているが、実際はオウンゴールがほとんどである。
キャラクターもの
作品内で確立された選手のキャラクターを基に、そこからネタを描いたもの。キーワードがあるのでオチがわかりやすい。主なもので、「癒される」＝酒井友之、「枠」がらみ＝鈴木啓太、「女性サポーター」＝長谷部誠（最近は細貝萌も）などが挙げられる。
そっちかい！
ある事項を思い起こさせておいて、オチで「そっちかい！」と持っていくネタ。アンジャッシュを彷彿とさせるもので、作者にかかれば2000年のJ1復帰ゴールであろうと、2004年セカンドステージ優勝の場面であろうと見事にオチをつけてしまう（註:2000年ファイナルゴールと題して土橋正樹のVゴールを連想させておいて、オチは天皇杯でのオウンゴールであったり、2004年のシーンでは、同じ週に天皇杯3回戦があったため、オチは天皇杯だった。実際そうなのだが）。
あるあるサポー隊
浦和レッズサポーターの悲しい習性をネタにしたもの。モリッチという一人の人物に付託して描いている（実在らしいが、作者の知人で一般の人なので詳細は不明）。なお、このネタに関しては、2コマ×2の作品である。

## 主な登場人物
以下には赤菱のイレブンに出ている選手や関係者を挙げる。また、登場しているものの、特にキャラクターとして特徴の無い選手については割愛している。なお、（）内のローマ字表記は、作品内のユニフォームに書かれている苗字以外の選手の愛称である。

### ゴールキーパー
土田尚史
「ゴール前のオドシ屋」の異名を持つ、初代レッズの守護神。ミスキックが多いのが玉に瑕。
田北雄気（現・横浜FCコーチ）
「ゴール前の落とし屋」の異名をつけられた、実際には土田より試合に出ているのに作品では認められなかったかわいそうな人。
都築龍太
関西弁を操る、ツッコミ担当の芸人キャラ。
山岸範宏（現・JFAアカデミー福島コーチ）
情熱系GK・「パッション山岸」（元ネタはパッション屋良）の異名を持つ。調子がよいと自分が抜かれても他の選手やゴールポストが守ってくれるが、調子が悪いとはじいたところに他の味方選手に当たってゴールされてしまう。

### ディフェンダー
堀孝史＆杉山弘一
初期の作品ではレギュラーだった両サイドバック。あまりにミスが多いのでたまに活躍すると周りから疑われていた。現在でも、よくミスをする人の代名詞として使われることがある。
田畑昭宏
彼の周りにはいつも怪奇現象が起こる妖怪キャラとして描かれる。
内舘秀樹（UTCHY）
初期は岩瀬健、永井雄一郎とともに「さわやか君」だったのだが、キャプテンを任されてからはみるみるやつれ、今ではのんだくれのオッサンと化している。
近藤徹志
怪我や代表でディフェンダーの選手層が薄くなって自分に出番が回ってくるとほくそえんでいるネタを書かれた直後、実際の試合で開始5分で全治7ヶ月の大怪我を負ってしまったかわいそうな人。しかも作者はこの事実を忘れている。
室井市衛(ICHIEI)（現・浦和ハートフルコーチ）
前髪の決まり方に命をかけている。
闘莉王（TULIO）
ピッチに立つといつも怒っているが、なぜか語尾は「～あるよ」。
池田学(ROBO)
次世代型サッカーロボとして売り出されるが、あまりにも誤作動や故障が多かった。
堤俊輔(TSUTSUMI,TTM,TSUTSU)
細貝萌命。しかし、細貝からは邪険な扱いをされることも少なくなかった。

### ミッドフィールダー
山田暢久(YAMA)
永遠の小学生。3頭身とくるくるほっぺがトレードマーク。何かのひょうしでくるくるが取れると、急に男前になる。
福永泰(YASU)
テクニシャンとして紹介されるが、監督にアピールしようと山田とともに必死になるも、いつも裏目に出てしまうかわいそうな人。
土橋正樹
言葉遣いは丁寧だが、文法がちょっと変。「どこでも正樹」の異名を持つ。オウンゴールしたことを責められるとすぐに首を吊ろうとする。
広瀬治
盆栽をこよなく愛するジジィキャラ。マイボトルは昆布茶。
ウーベ・バイン
虚弱体質。スタジアムには専用の担架まで用意されている。
石井俊也（現・ロアッソ熊本）
ナルシスト。しかしよくチームメイトから無視されるかわいそうな人。
酒井友之(TOMO)（現・浦和ハートフルコーチ）
全身からマイナスイオンを発する癒し系キャラ。
長谷部誠(MAKO,HASE)（現・アイントラハト・フランクフルト）
チーム一の美男子キャラとして振舞っているが、細貝の台頭に戦々恐々。
細貝萌(HAJIME,MOE) (現・ブリーラム・ユナイテッド)
長谷部から女子サポーターのハートを奪おうと画策している。長谷部の移籍で人気NO.1になったが……
鈴木啓太(KEITA)
『枠の外』ネタはほとんど担当。ミスパスネタも含め、よく叩かれている。
阿部勇樹(ABE)
天然系。「ムーディ阿部」（元ネタはムーディ勝山）･「どこでも勇樹」と異名がそろう。
エスクデロ・セルヒオ(SER)(現・京都サンガF.C.)
ファザコンキャラで、何かにつけて父親に連絡するキャラとして描かれている。
山田直輝（NAOKI)（現・湘南ベルマーレ）
山田暢久の後継者で、山田暢久同様子供キャラとして描かれている。
トンボと遊んだり、指宿の砂蒸し風呂を砂場と勘違いしてしまうネタも書かれている。

### フォワード
福田正博
大きな目玉と歯茎がトレードマーク。なお、REDSTV GGR初期のタイトルバックは、彼ののどちんこで固定されていた。
田中達也(TATSUYA)
入団当初のキャラは、オッサンいびりキャラ（特に井原、西野、福田）だった。最近はまともなキャラになっている。
水内猛（現・REDS TV GGRメインキャスター）
意外にも現役時代には登場していない。引退後、REDS TV GGRのキャスターとして、個性的なアシスタントに振り回されている。
エメルソン（現・フルミネンセ）
遅刻の理由は、ブラジルでエジムンドに捕まってリオのカーニバルに参加させられ、成田空港で岡田武史と山瀬功治（いずれもかつて札幌時代に、山瀬は浦和でもチームメイトだった）に拉致されたため。
ワシントン
ゴールを決めるたびに身体が大きくなるが、大きくなりすぎて相対的にゴールの枠が小さくなってしまい、シュートが入らないと嘆いていた。
高木俊幸
お父さんとの連絡キャラとなっている。

### レッズレディースの選手
山郷のぞみ
恐怖の姉御としてチームメイトから恐れられているが、実際はかわいいところも見せる。
田代久美子(KUMIMARO)
ディフェンスリーダーとして活躍するも、なぜか麻呂キャラ。
法師人美佳(MIKA)（現・アルビレックス新潟レディース）
小さい人キャラとして登場。実際、彼女の身長は148cmとかなり小さいのだが、チームの中では保坂のどかの方が背は小さい。（保坂は146cm）

### その他
社長
個性的で自由奔放な選手たちに振り回される。が、藤口光紀はそれを受け流す技量を持っていた。
赤の嫌いな審判
浦和レッズを貶めるため、同志を集めて夜な夜な晩餐会を開いている（ちなみに同志は主に西村雄一、柏原丈二など）。ちなみに、REDSTV GGRの2007年下半期のオープニングアニメで闘莉王にイエローカードを出しているのもこの人である。

## 単行本出版履歴
- 「赤菱のイレブン｣（エンターブレイン刊、2001年9月21日）
- 「レッズサポのバイブル 赤菱のイレブン」（双葉社刊、2006年12月2日）
- 「レッズサポのバイブル 赤菱のイレブンⅡ」（双葉社刊、2007年11月24日）
- 「レッズサポのバイブル 赤菱のイレブンⅢ」（双葉社刊、2008年12月6日）
- 「レッズサポのバイブル 赤菱のイレブンⅣ」（アスペクト刊、2009年12月16日）
- 「レッズサポのバイブル 赤菱のイレブンⅤ」（アスペクト刊、2010年12月15日）
- 「赤菱のイレブン オフィシャルイヤーブック2007」（ゴマブックス刊、2008年2月1日）
- 「赤菱のイレブン オフィシャルイヤーブック2008-09」（アスペクト刊、2009年7月22日）
- 「赤菱のイレブン オフィシャルイヤーブック2009-10」（アスペクト刊、2010年3月26日）
- 「赤菱のイレブン オフィシャルイヤーブック2010-11」（アスペクト刊、2011年3月23日）